# Irodalmi Nobel-díj
Az irodalmi Nobel-díj eszmei és anyagi értelemben egyaránt a legértékesebb irodalmi díj. Alfred Nobel végrendelete értelmében évről évre annak a bármely országból származó szerzőnek adják át, „aki az irodalomhoz a legkiválóbb idealisztikus beállítottságú alkotással járult hozzá”. (Az „alkotás” ez esetben általánosságban utal egy szerző életművére mint egészre, nem valamely konkrét munkájára, bár a díjak indoklásakor néha konkrét művekre hivatkoznak.) A díjat Nobel akarata szerint a Svéd Akadémia ítéli oda. 1901-ben, a díj alapításakor értéke 40 000 dollár volt. Az évek során az összeg többször változott, 2009-ben 10 millió svéd koronát tett ki. 1946-ban a svéd parlament megszavazta a Nobel Alapítvány által kiosztott díjak, köztük az irodalmi Nobel-díj adómentességét.
A Svéd Akadémiát kezdettől fogva számos kritika érte a döntései miatt. A bírálatok részben arra vonatkoztak, hogy egyes kiemelkedő szerzők soha nem kapták meg az irodalmi Nobel-díjat (vagy akár a jelölést), míg a díjra kevésbé érdemes társaik átvehették azt. A kritikusok több kitüntetés mögött politikai megfontolásokat és érdekeket feltételeznek.

## Szempontrendszer

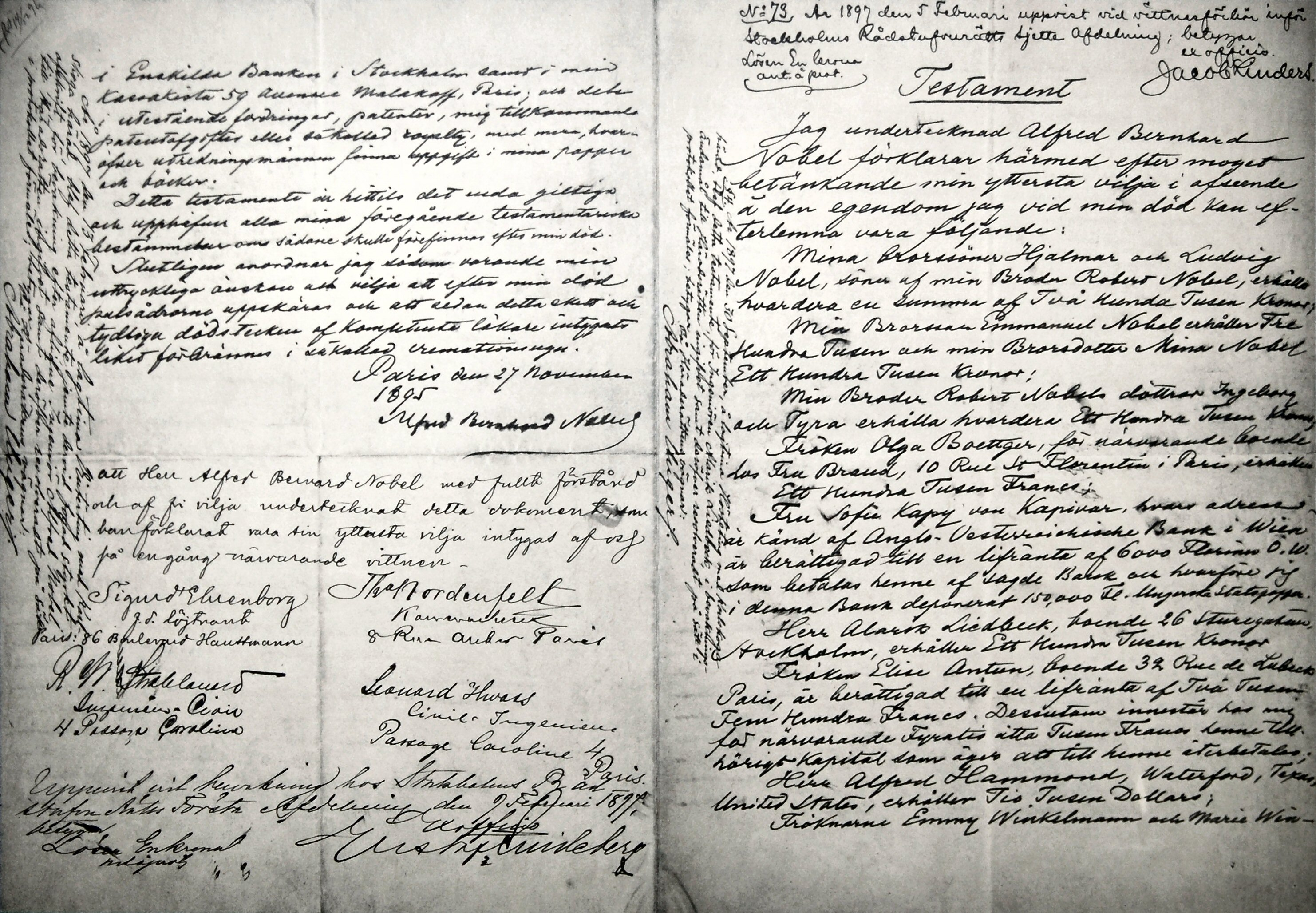
Nobel végrendelete, 1895. november 27.

Mivel a végrendelet egyes kitételei pontosításra szorultak, a díjosztó intézmények felkérték a svéd uralkodót, hogy foglalkozzon a kérdéssel; így jelent meg 1901-ben a Nobel Alapítvány szabályzata. Az irodalmi Nobel-díjat illetően a következő értelmező kiegészítések kerültek be:
- A szépirodalmi alkotásokon kívül az irodalom kategóriában díjazhatók más írásművek is, „amelyek formai és ábrázolási szempontból irodalmi értékkel bírnak”.
- Nemcsak az „elmúlt esztendőben született” munkák díjazhatóak, hanem azok is, amelyeknek a „jelentősége a legutóbbi években vált nyilvánvalóvá”.
- A díj megosztható két, önmagában is díjazásra érdemes mű között.
- Lehetőség van a posztumusz kitüntetésre, ha a jelölt meghal, mielőtt a díjat átvette volna. Ezt a szabályt csak egyszer alkalmazták, 1931-ben Erik Axel Karlfeldt esetében.[2]
- Lehetőség van arra, hogy az adott évi díjat ne osszák ki, ebben az esetben az összeget tőkésítik.

A szabályzat rendelkezik arról, hogy az akadémia munkájának segítésére egy három-öt főnyi Nobel Bizottságot állítsanak fel. A bizottság feladata a jelöltek véleményezése szakmai szempontból.
Az eredeti svéd szövegben szereplő „idealisk” szót lehet „idealista”, illetve „ideális” értelemben is használni. Az első évtizedben a Nobel Bizottság ragaszkodott a végrendelet oly módon történő értelmezéséhez, hogy a jelöltet „a szemléletmód és az életfelfogás nemessége alapján is, és nem csak az ábrázolás nemessége alapján” kell értékelni. Ezért például az 1901-ben jelölt Lev Tolsztojjal szemben a bizottságnak az volt az egyik kifogása, hogy a szerző kiállt „a magasabb kultúrával semmilyen kapcsolatot nem mutató természeti lét” mellett. 1902-ben Giosuè Carducci díjazását azért utasították el, mert az olasz költő „a pozitív vallással szembeni ellenszenvet” fejezett ki.
1912 után a megfogalmazást liberálisabban értelmezték, például 1912-ben díjat kaphatott az 1903-ban naturalizmusa miatt mellőzött Gerhart Hauptmann. 1913-ban Rabindranáth Tagore díjazása során új szempont merült fel: a már világhírnevet szerzett írók kitüntetése helyett a Nobel-díj legyen az, amely a világ figyelmét ráirányítja a kevésbé felkapott, ám rendkívül tehetséges szerzőkre.
1914-ben a világháború kitörése új állásfoglalásra késztette a bizottságot: ekkor hirdették meg először a politikai pártatlanság elvét, vagyis azt, hogy az akadémia sem pozitív, sem negatív értelemben nem enged teret a politikai szempontoknak.
A líra tekintetében a konzervatív megközelítés egy évtizeddel tovább tartotta magát: az 1920-as években a kritika még az egyszerűséget és fennkölt népiséget kereste a költészetben, így következetesen elutasították Stefan George, Hugo von Hofmannsthal, Arno Holz, Paul Valéry, Paul Claudel, illetve Vicente Huidobro kitüntetését.
A két világháború között egy újabb szempont került előtérbe: a művek szépsége legyen egyértelmű és vitathatatlan az egyszerű olvasó számára is. Az 1930-as évek díjazottjai közé bekerült ugyan néhány olyan újító is, mint Luigi Pirandello vagy Eugene O’Neill, a korszakra jellemzőbb volt az általánosan olvasott John Galsworthy, illetve Pearl S. Buck kitüntetése. Noha a szabályzat lehetővé tette volna, a díjat odaítélők nem szívesen léptek ki a szépirodalom területéről; ezért zárkóztak el az 1920-as években Henri Bergson, 1933-ban Benedetto Croce, 1936-ban Sigmund Freud kitüntetésétől.
A második világháború után a díjazási politika radikálisan megváltozott az előző évtizedekhez képest: egyre inkább az új utakat kereső jelölteket részesítették előnyben. Olyan életművek is számításba jöhettek, amelyek szokatlan vagy formabontó módon dolgozták fel témájukat. A bizottsági indoklások szókincse kibővült a „merész, felkavaró, ötletgazdag” (Hermann Hesse, 1946), illetve „formabontó” jelzőkkel (T. S. Eliot, 1948). Az újítás mint kritérium az 1960-as évek végén veszített jelentőségéből – ennek ellenére később is használták, például 1988-ban Nagíb Mahfúz vagy 2000-ben Kao Hszing-csien esetében.
Az 1970-es évektől kezdve a díjazott mű minősége mellett új hangsúlyt kapott a díj célszerűségének kritériuma: a díjnak nem pusztán a befejezett életműveket kell kitüntetnie, hanem segítséget kell nyújtania az írói mű folytatásához és továbbfejlesztéséhez. Felmerült az az igény is, hogy kevésbé ismert nyelvek és kultúrkörök is bekerüljenek a díj látókörébe; így kapott díjat az 1980-as években az olvasóközönség által kevésbé ismert Wole Soyinka, Octavio Paz, Derek Walcott, illetve Óe Kenzaburó. Ugyanakkor a bizottság egyes nagynevű írók (például Nadine Gordimer) esetében pragmatikus módon eltért ezektől a szempontoktól.

## Kiválasztási eljárás

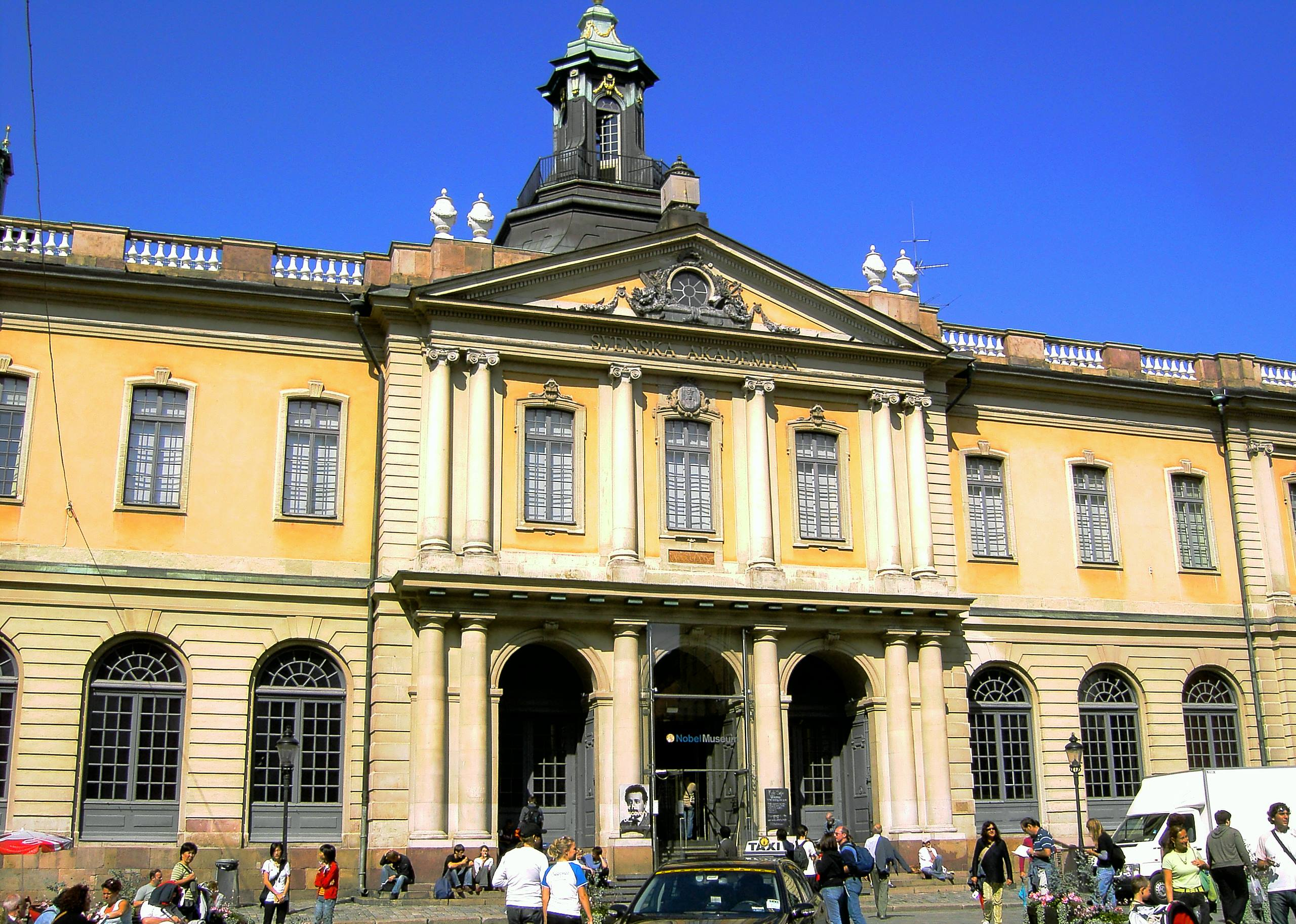
A Svéd Akadémia épülete

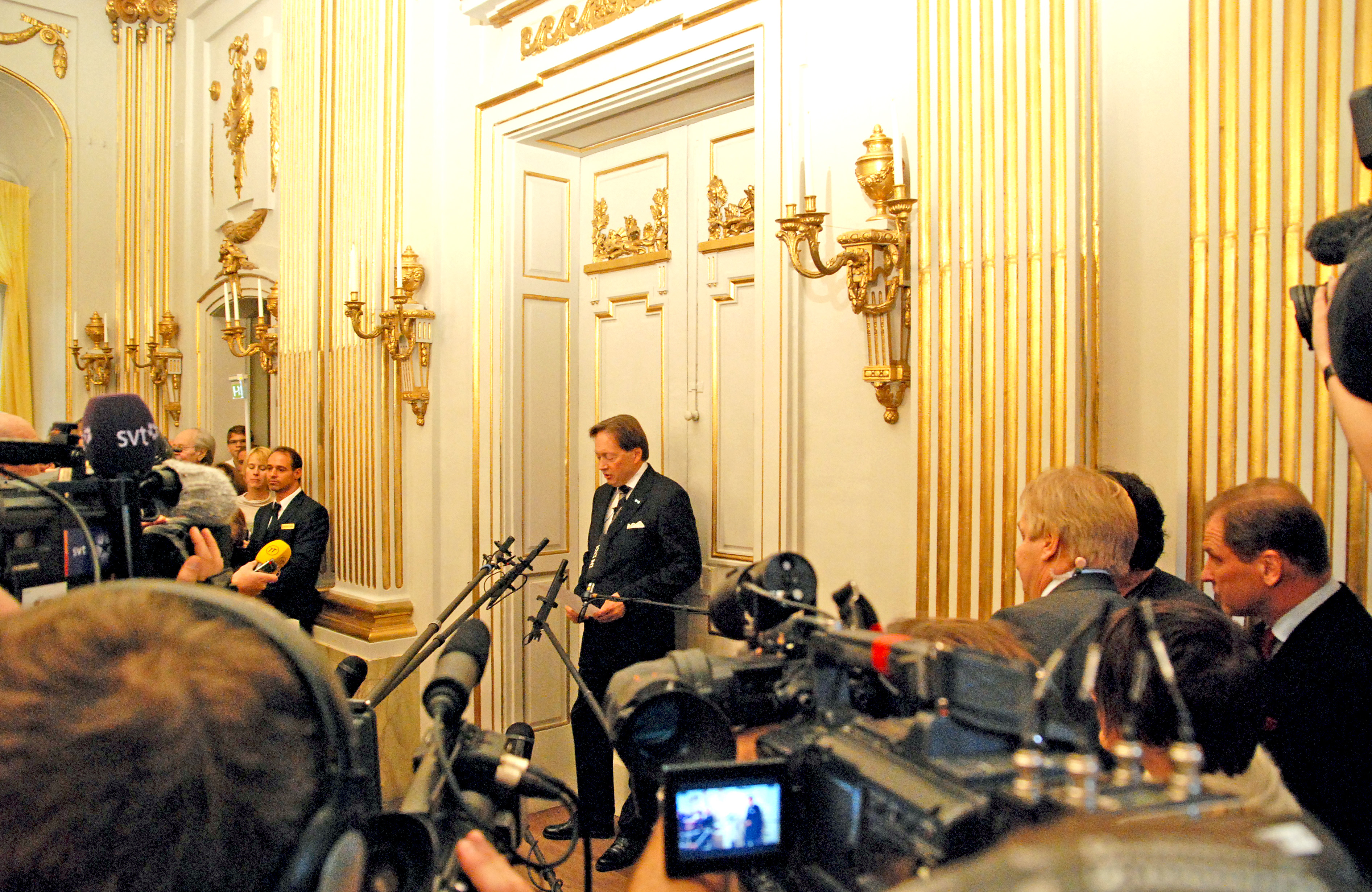
A 2008. évi díjazott kihirdetése

Az 1901-ben megalkotott szabályok szerint javaslattételi joga van a svéd, a francia és spanyol akadémia tagjainak, ezen kívül a többi akadémia humán területekkel foglalkozó tagjainak, illetve esztétikát, irodalmat vagy történelmet tanító egyetemi oktatóknak. 1949-ben ez a kör kibővült a korábbi irodalmi Nobel-díjasokkal, illetve az egyes országok írószövetségeinek elnökeivel. A három-öt főből álló Nobel Bizottság feladata, hogy tanulmányozva a listán szereplő alkotók munkásságát, javaslatot tegyen az akadémiának. Eredetileg a bizottság egyetlen nevet terjesztett elő az akadémiának, amely rendszerint elfogadta a bizottság választását (1913-ban és 1927-ben az akadémia eltért a bizottság javaslatától, és Rabindranáth Tagore, illetve Henri Bergson javára döntött). Az 1970-es évektől kezdődően a bizottság tagjai egyenként írnak jelentést az akadémiának.
A bizottság munkáját a Nobel Intézet szakértői segítik. A szakértők nyelvterületek szerint szakosodnak: külön személy foglalkozik a szláv nyelvek, a francia és spanyol, az angol és holland, a portugál, a német, illetve a skandináv nyelvek irodalmával. Ha egyéb nyelveken író alkotók kerülnek a bizottság látókörébe, a bizottság tagjai fordításokból próbálnak tájékozódni, vagy külső szakértőket vesznek igénybe.
Minden évben a jelölések leadásának határideje február 1-je; ezt követően a bizottság az első jelöltlistát, amely napjainkban mintegy kétszáz nevet tartalmaz, a szakértők segítségével leszűkíti kb. tizenöt főnyire, akikről áprilisban tesznek jelentést az akadémiának. Május végéig a jelöltlistából már csak öten maradnak; ekkor már egyedül az ő munkásságukkal foglalkozik részletesebben az akadémia. A jelöltek között mindig vannak olyanok, akik már az előző év rövid listájában szerepeltek; az utóbbi időben nem fordult elő, hogy valaki rögtön az első jelölés évében elnyerte a díjat. Ennek a hátterében az áll, hogy Pearl S. Buck 1938-ban úgy nyerte el a díjat, hogy első ízben szeptember 19-én került szóba a neve, és kellő megfontolás nélkül döntöttek a kitüntetéséről.
Nyár végén a bizottság ismét összeül, és folytatja a vitát, majd megteszi a javaslatát az akadémiának. Az akadémia megvitatja a jelöléseket, és a meghozott döntést novemberben hozza nyilvánosságra. A kezdeti években a döntést nem jelentették be előre; csak december 10-én, a díj átadásának napján derült rá fény.
Az akadémia döntése korántsem mentes a belső vitáktól; az utóbbi időkben arra is volt példa, hogy egyes akadémiai tagok kilépésükkel demonstráltak a szerintük helytelen döntés ellen – ez történt 1989-ben Salman Rushdie mellőzése miatt, illetve Elfriede Jelinek 2004-es kitüntetését követően.

## Politikai hangsúlyok

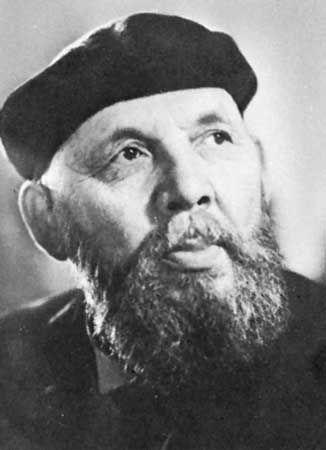
Az 1939-ben díjazott Frans Eemil Sillanpää

Már a díj létezésének legkorábbi szakaszában felmerült a díj és politika kölcsönhatásának kérdése. 1902-ben az egyik bizottsági tag, Gottfrid Billing azt írta a Svéd Akadémia örökös titkárának, Carl David af Wirsénnek, hogy a döntést nem szabad politikai kérdésként kezelni, annak ellenére, hogy a díjnak „van és lesz is politikai tónusa”. Wirsén válaszában kifejtette, hogy „Nemcsak a legészszerűbb, de a legigazságosabb is […] ha nem politikai eszközként kezeljük a díjat”. Az irodalmi semlegesség elvét a bizottság 1914-es állásfoglalásában hivatalosan is kinyilvánította. A dokumentum alapján – mivel az örökhagyó szándéka szerint a díjnak az egész emberiség javát kell szolgálnia – nem lenne helyes, ha egy konkrét nemzetet részesítenének előnyben. Ugyanakkor az alaposan mérlegelt döntéssel „lecsillapíthatóak és tompíthatóak” a nacionalizmus keltette indulatok.
A nemzetközi sajtó azonban több ízben is felvetette, hogy a díjazás hátterében politikai indokok állhatnak. Az első negyven év legtöbbet vitatott döntése a finn Frans Eemil Sillanpää 1939-es kitüntetése volt, amelyet az elemzők a Szovjetunió által fenyegetett Finnország melletti kiállásként értékeltek. Maga a döntés azonban még a téli háború kezdete előtt megtörtént, és az 1930-ban már jelölt Sillanpää díjazását hosszas vita előzte meg – valójában a legkevésbé esélyesnek számított Hermann Hesse és Johan Huizinga mellett. A díj átadásakor viszont a téli háború már két hete tartott, a méltatások így politikai felhangot kaptak.
A hidegháború korszakában az irodalmi Nobel-díj esetleges politikai tartalma rendszeres vita tárgya volt. Winston Churchill kitüntetését – melyet történetírói munkájára alapoztak – a bizottság több tagja is aggályosnak találta, éppen azért, mert politikai találgatásokra adhat alkalmat. Így az első ízben 1946-ban jelölt politikusnak végül csak 1953-ban ítélték oda a díjat, de a döntés még így is sok hullámot vetett. Szintén ellenállás előzte meg Solohov és Hemingway díjazását, a fasizmussal szimpatizáló Ezra Pound díjazását pedig elutasították. Szolzsenyicin kitüntetése után a TASZSZ azt írta, hogy a svéd akadémia „hagyja, hogy méltatlan játékot űzzenek vele”, így politikai spekulációk célpontjává válhat.
Egyes esetekben az akadémiát azzal vádolták, hogy belpolitikai ügyekbe avatkozott; ez történt Heinrich Böll, Patrick White, Vicente Aleixandre, illetve Odiszéasz Elítisz esetében. 2000-ben pedig a Kínai Kommunista Párt rendkívüli ülésen tájékoztatta a kultúra és propaganda illetékeseit, hogy Kao Hszing-csien Nobel-díja egyike a közelmúlt „öt Kína-ellenes lépésének”
A legutóbbi időkben Harold Pinter és Orhan Pamuk díjazása kapcsán merültek fel olyan vélemények, hogy a döntőbizottság nem (vagy nem kizárólag) az alkotó által teremtett művészi értéket méltányolta, hanem figyelembe vette az író politikai állásfoglalását – Pinter esetében az iraki háború elleni fellépését, Pamuk esetében az örmény népirtásra vonatkozó nyilatkozatait.

## Díjazottak

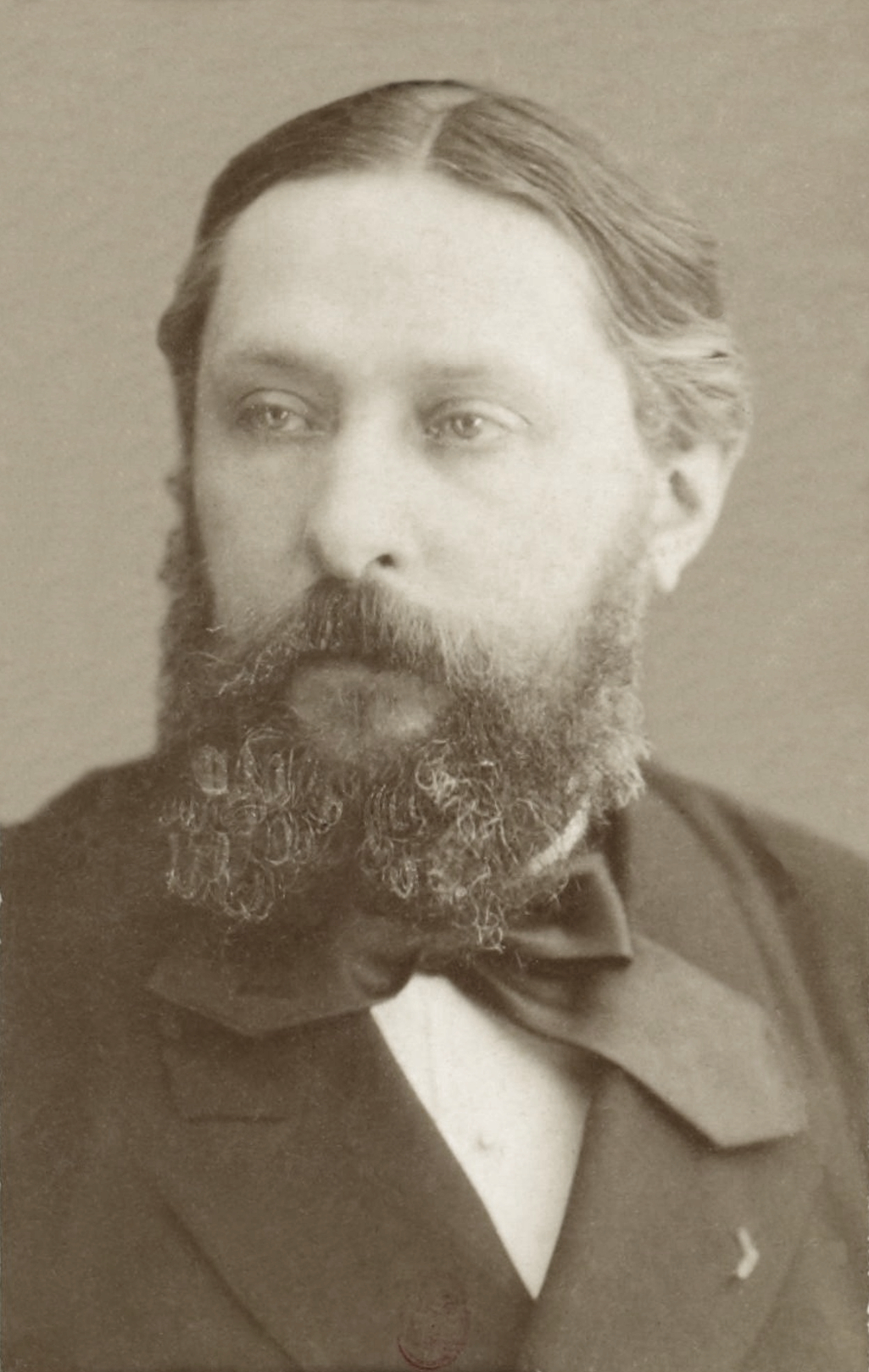
Sully Prudhomme, a legelső díjazott
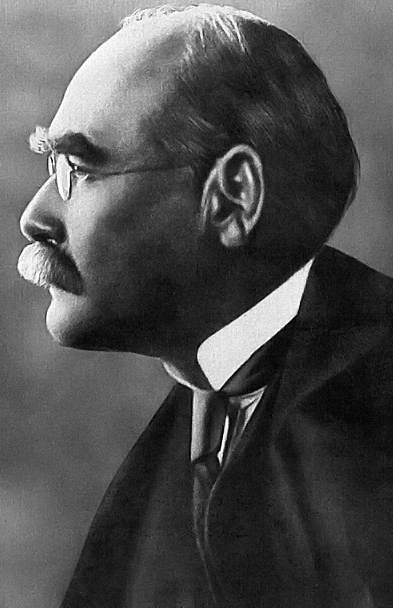
Rudyard Kipling, a legfiatalabb díjazott
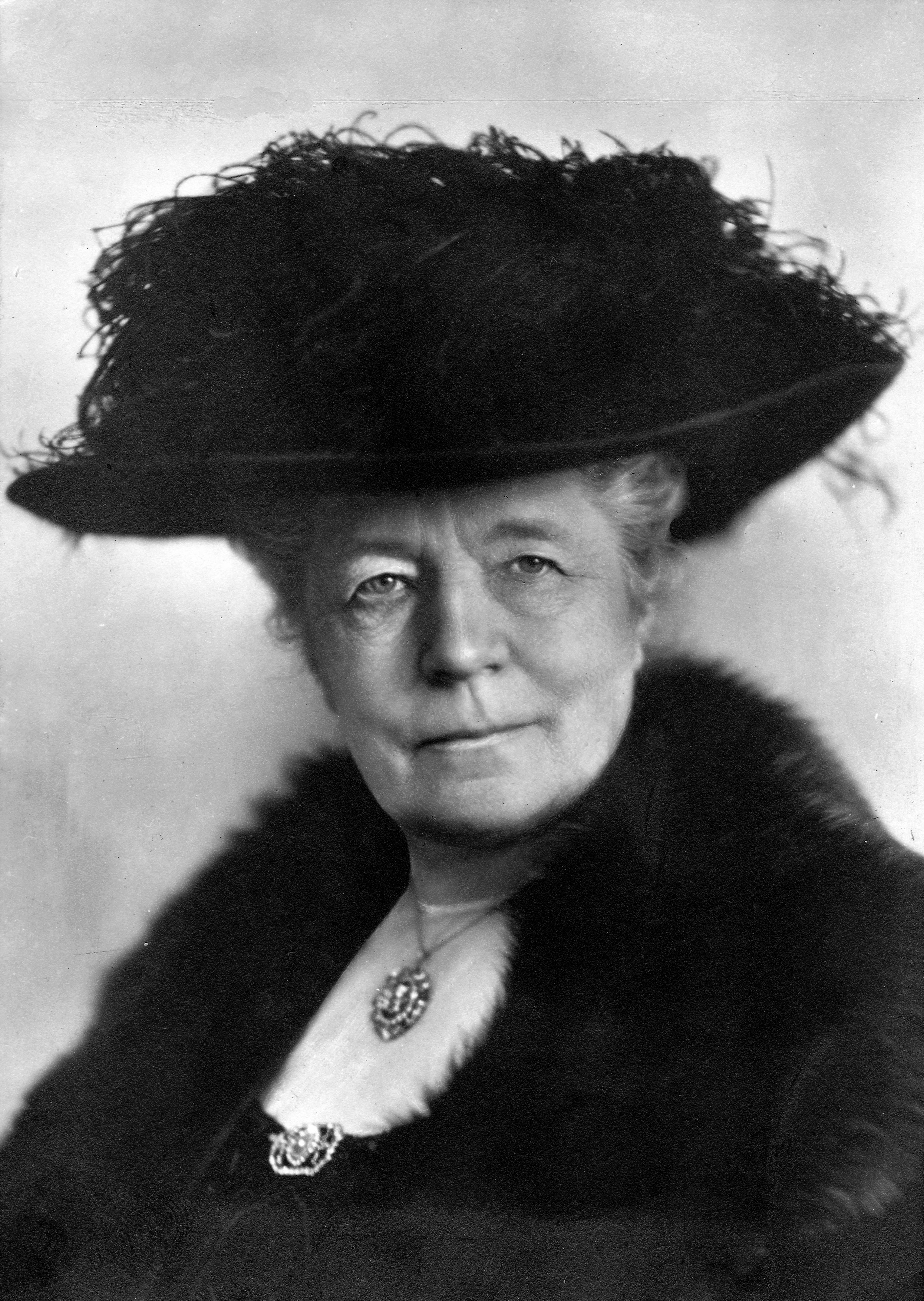
Selma Lagerlöf, az első díjazott nő
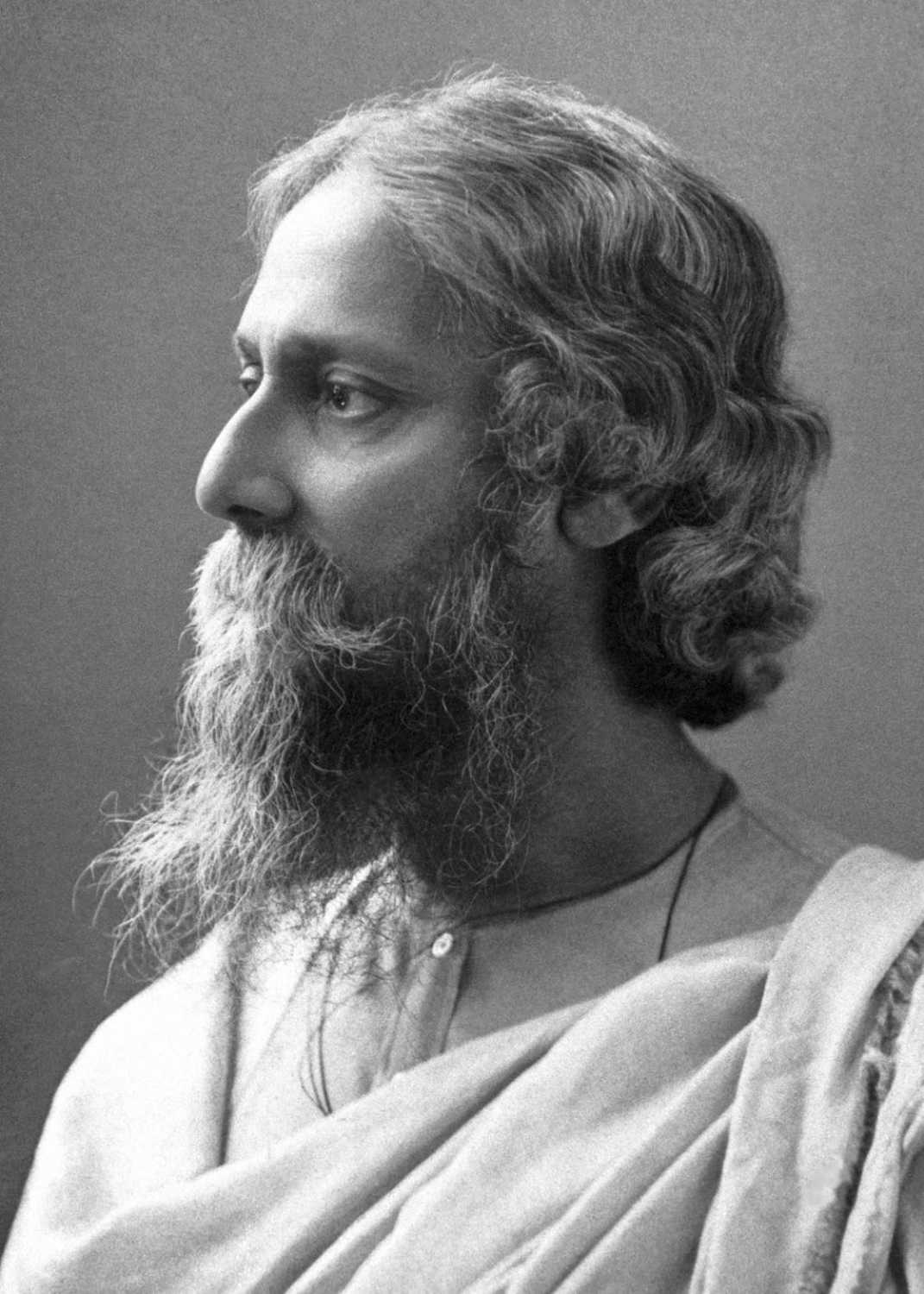
Rabindranáth Tagore, az első Európán kívüli díjazott
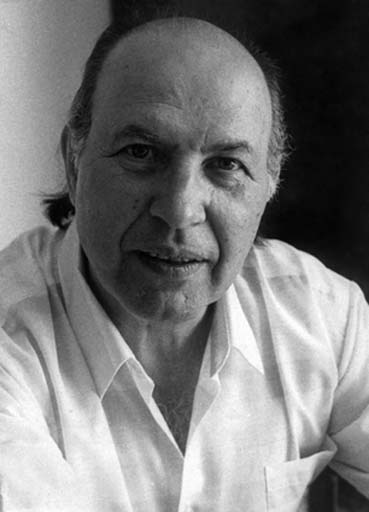
Kertész Imre, az első magyar díjazott
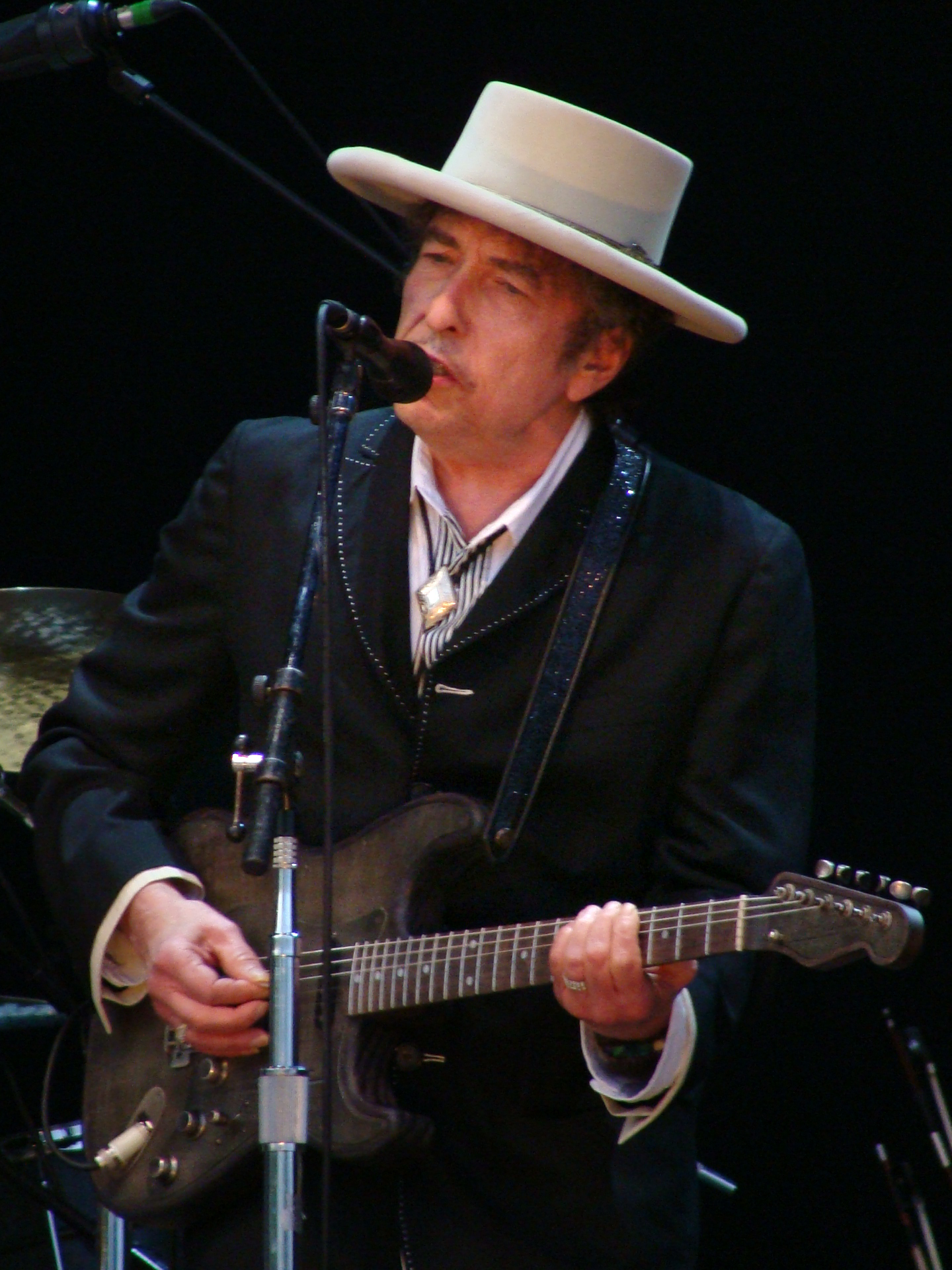
Bob Dylan, az első dalszövegíróként díjazott

A Nobel-díj történetének első száz évében az irodalmi díjazottak 61,2%-a csupán tíz országból származott; ugyanez a tíz ország az összes Nobel-díj 82,2%-át „vitte el”. A díjazottak között a regényírók domináltak (52 fő), őket lényegesen kevesebb költő (28) és drámaíró (11) követte. Ketten történelmi műveikért kaptak irodalmi díjat: Theodor Mommsen (1902) és Winston Churchill (1953). Míg az összes Nobel-díjas 4,1%-a nő, az irodalmi Nobel-díjasok között az arányuk 31%. A díj odaítélésekor az alkotók életkora átlagosan 63,8 év volt.

## Társadalmi hatásai
A Nobel-díj nemcsak szakmai, hanem szélesebb körű társadalmi elismertséget is jelent a díjazott számára; az irodalmi Nobel-díj esetében ezt a megnövekedett olvasói érdeklődés is jelzi. Kertész Imre díjazásának nyilvánosságra hozatalát követően például e-könyv alakban közzétett műveit egy hét alatt 48 000 alkalommal nézték meg a Digitális Irodalmi Akadémia oldalán A megnövekedett érdeklődés azonban nem feltétlenül jelenti a könyveladások növekedését is: az Amazon.com kimutatásai szerint a Nobel-díj nem sokat javított Kao Hszing-csien, Dario Fo, Wisława Szymborska, Kertész Imre vagy Elfriede Jelinek eladási statisztikáin, ugyanakkor Günter Grass, V. S. Naipaul és J. M. Coetzee könyveinek a kereslete mérhetően megnőtt a díj odaítélését követő időszakban. A frankfurti S. Fischer kiadó szerint az érdeklődés akkor emelkedik meg számottevően, ha az író már a Nobel-díj előtt is ismert volt. Amikor például Thomas Mann Nobel-díjas lett, A Buddenbrook ház című regényét egy hónap alatt 450 000 példányban nyomtatták ki.
A cím bizonyos társadalmi elvárásokat is eredményez: nemcsak írásokat kérnek a kitüntetettektől, hanem tanácsot, beszédet, politikai és társadalmi eseményeken való részvételt is. A társadalmi érdeklődés már a díj odaítélése előtt jelentkezik: a médiában találgatások jelennek meg a kitüntetett várható személyét illetően, sőt fogadásokat lehet kötni az egyes írókra. A statisztikák alapján úgy tűnik, hogy a Nobel-díj elnyerése után az írók kevesebb díjat kapnak, mint előtte: az 1901–2000 közötti időszak díjazottjait a Nobel-díj előtt átlagosan 2,6 díjjal tüntették ki, utána már csak 0,9-del.
Előfordult, hogy a jelölt személyével kapcsolatos viták és kritikák kiléptek az irodalom területéről, és az adott ország társadalmának lényeges kérdéseire terjedtek ki – ez történt például Kertész Imre és Elfriede Jelinek esetében.

## Kritikák

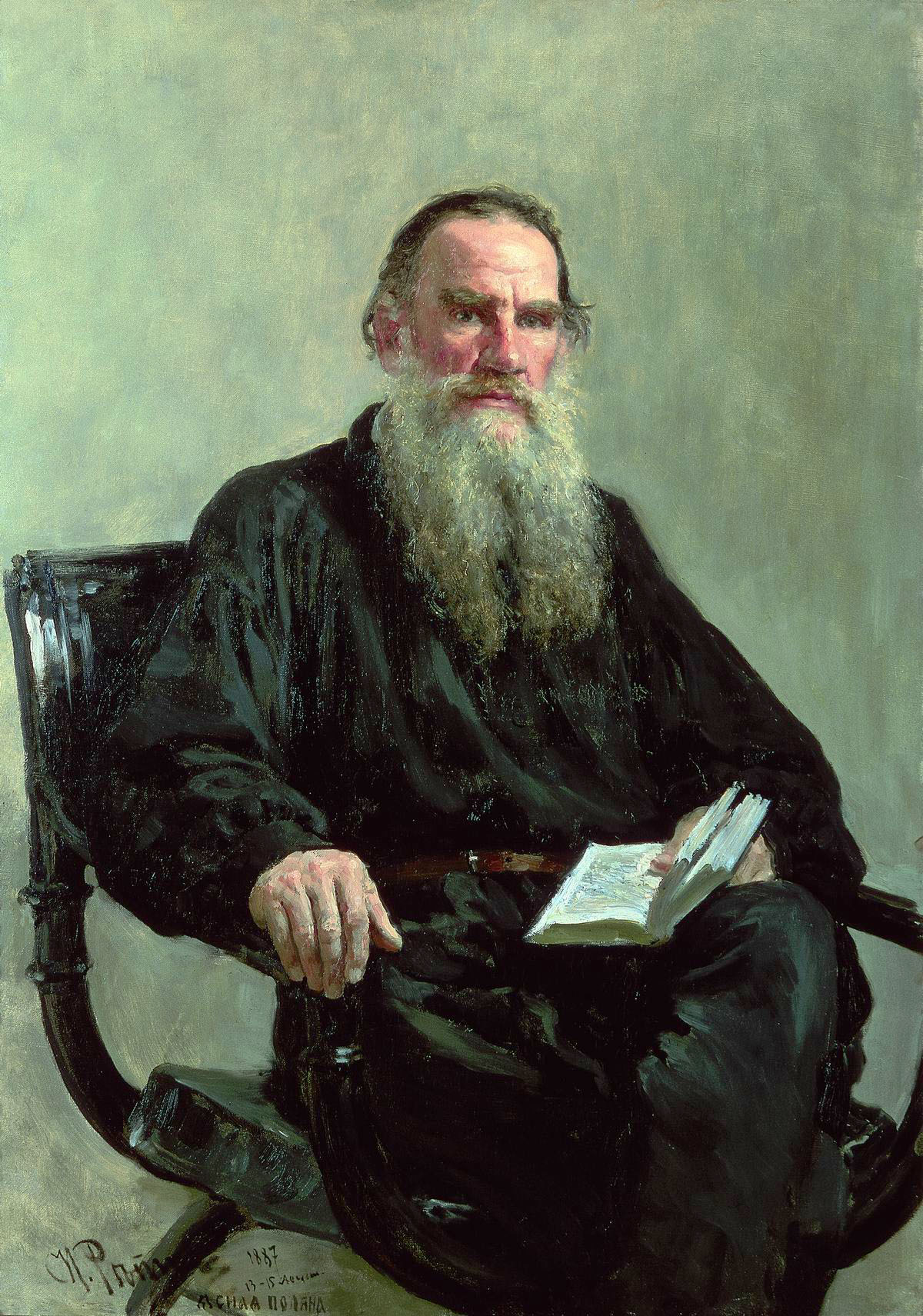
Lev Nyikolajevics Tolsztoj

1. A díjazottak többsége az észak- és közép-európai régióból került ki, ezen belül is a skandináv írók túl nagy arányban vannak jelen. 2008-ban az amerikai irodalmi közvélemény felháborodással fogadta Horace Engdahlnak, a zsűri elnökének azt a kijelentését, hogy „Az Egyesült Államok túl elszigetelt... nem fordítanak eleget, és nem vesznek részt az irodalom nagy párbeszédében... az irodalmi élet középpontja továbbra is Európa”. Engdahl lemondott tisztségétől; egyes tudósítások szerint távozásában része van a bírálatoknak is. Utódja, Peter Englund úgy véli, hogy a bírálók valóban az európai hagyományoknak megfelelő irodalom felé hajlanak, és ez gondot jelent.
2. Az akadémia előnyben részesíti az elkötelezett irodalom híveit. François Mauriac 1959-ben megjelent írása szerint az akadémia díjazta Romain Rolland pacifizmusát és Anatole France kampányát a Dreyfus-ügyben, ugyanakkor mellőzte a nem politizáló Paul Valéry-t és Paul Claudelt.
3. A díjat egyes kiváló szerzők nem kapták meg. Tolsztoj, James Joyce, Virginia Woolf vagy Rainer Maria Rilke kitüntetettségének mellőzése ahhoz hasonló tévedés, mintha a fizikában elhanyagolták volna Einstein vagy Heisenberg díjazását. Ugyanakkor egyes ilyen típusú listák nem veszik figyelembe a jelöltek számát, van olyan bíráló, aki százötven nevet sorolt fel egy ötvenéves időszakra.
4. A díjat olyanok is megkapták, akik nem érdemelték meg, például Karl Gjellerup (1917) vagy Pearl S. Buck (1938). Ilyen kritikák jellemzően a díj első korszakával kapcsolatban merülnek fel: a legkeményebb kritikusok szerint Sully Prudhomme, Frédéric Mistral, José Echegaray y Eizaguirre, Rudolf Eucken és Paul Heyse méltatlan a díjra, sőt a Heyse-kultusz a Svéd Akadémia legnagyobb tévedése.
5. A döntésben politikai megfontolások is szerepet játszanak; más megfogalmazásban, a Svéd Akadémia „immunis a politikai korrektség irányzatára". Előfordult már, hogy a bírálók a bizottság szemére vetették a bizonyos országokkal szembeni kivételezést: felmerült például, hogy Solohov kitüntetése Hruscsov közbenjárásának köszönhető, a Baghdad Observer pedig a Nobel-díj „cionizálásának” nevezte Isaac Bashevis Singer kitüntetését.
6. A bizottság nem áll ki az üldözött írók mellett: például nem kapott díjat a Homejni ajatollah által fatvával sújtott Salman Rushdie.